# Besteckt
Besteckt ist in der Heraldik eine Wappenfigur oder eine Helmzier, wenn an ihnen eine kleinere Figur befestigt ist. Möglichkeiten bieten auch Wappentiere, Durchbrüche, Öffnungen oder Gegenstände, wie Hüte, Schirmbretter, auch Kreuze, Herze und so weiter. Dieses kleinere Heroldsbild zum Bestecken kann als Einzelstück, paarig oder in größerer Anzahl an der Hauptfigur angebracht sein. 
Im Oberwappen werden zum Beispiel Hörner mit den Blätterstangen, waagerechte kleine Stangen, oft in mehreren Reihen untereinander, und mit Lindenblättern behangen an der Helmzier angebracht, also besteckt. Palmwedel, Fahnen, Kreuz, Blumen und Herzen eignen sich auch für diese Zier. Die Wappenbeschreibung muss das nachvollziehbar beschreiben.
Unter der Besteckung, die erst im 18. Jahrhundert aufkam, versteht die Heraldik auch das Schmücken des Wappens durch Fahnen und Waffen hinter oder unter dem Schild. Hier sind es die zu den Prachtstücken zählenden Dinge.

Zwei goldene Büffelhörner, die außen mit je fünf goldenen Stäbchen besteckt sind, rechts je drei schwarze, links je drei rote Lindenblätter
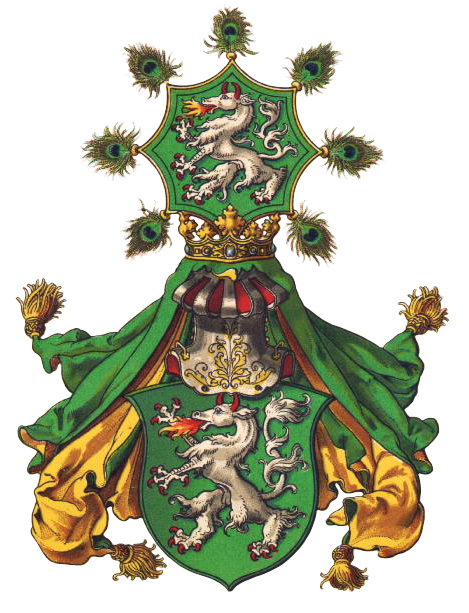
Mit Pfauenfedern bestecktes Schirmbrett